# 338 (عدد)
 338 هو عدد صحيح، يلي العدد 337 ويسبق العدد 339.

## في الرياضيات

### خصائص
- عدد طبيعي.[3]
- عدد فردي.[4][5]

- عدد موجب،[6] السالب منه هو - 338.[7]

## في التاريخ
- 338 هـ هي سنة في التقويم الهجري.
- هي سنة  338 م في التقويم الميلادي.

## وصلات خارجية
الأعداد الصاتمة، ديوان اللغة العربية.